# Иван Петлин
Иван Петлин е руски дипломат и пътешественик.
Пътешествието е извършено по инициатива на тоболския войвода княз Иван Семьонович Куракин. Мисията е възглавена от томския учител Иван Петлин (владеещ няколко езика), като задачата ѝ била да опише нов път до Китай, да събере сведения за страната и съседните райони, а също и да установи изворите на река Об. При пристигането му в Китай му е заповядано да се опита да установи по-нататъшни търговски и дипломатически отношения с Китай.
Начело на 11 души Петлин потегля на 9 май 1618 от Томск, заедно с посланиците на монголския „Алтън цар“ отрядът се изкачва по долината на река Том, пресича Горна Шория, Абаканския хребет, Западните Саяни и Тува и на 30 май достига до езерото Убсу Нур.
Оттам пътешествениците продължават на югоизток, прехвърлят хребета Хан Хухей – северозападната част на планината Хангай, а след това и самата планина и покрай южните ѝ склонове преминават около 800 км. При завоя на река Керулен (на 109° и.д.) отрядът завива на югоизток, пресича пустинните пространства на Гоби и малко преди град Калган, Петлин и неговите спътници виждат Великата Китайска стена и я описват. На 1 септември мисията пристига в Пекин и провежда разговори с представители на китайското правителство. Поради това, че Петлин не носи със себе си никакви подаръци, той не е приет от тогавашния император Чжу, но получава от него официална грамота на името на руския цар с разрешение руснаците отново да изпращат посолства в Китай и да търгуват със страната му, а дипломатическите отношения ще се развиват по-късно. Императорската грамота десетки години остава непреведена, докато през 1675 Николае Милеску не се заема с нейното изучаване, готвейки се за ново руско посолство в Китай.
Обратно посолството тръгва четири дни след пристигането си, на 5 септември и на 16 май 1619 се завръща в Томск. Петлин описва своето пътуване в съчинението „Роспись Китайскому государству и Лобинскому, и иным государствам, жилым и кочевным, и улусам, и великой Оби, и рекам и дорогам“, което става ценен източник, съдържащ сведения за сухопътния маршрут от Европа в Китай през Сибир и Монголия.